# Christian Dierks
Christian Dierks (* 10. April 1960 in Johannesburg, Südafrika) ist ein deutscher Rechtsanwalt, Arzt und Autor. Er ist Honorarprofessor für Gesundheitssystemforschung an der Charité Universitätsmedizin Berlin und Gründer der international tätigen deutschen Rechtsanwaltskanzlei Dierks+Company.

## Leben
Dierks studierte von 1979 bis 1981 Medizin in Regensburg, und von 1981 bis 1986 in Hamburg und Kapstadt. Seine Doktorarbeit in der Andrologie schloss er 1987 bei Carl Schirren ab. Nach seiner Zeit als Sanitätsoffizier und einer Ausbildung zum Schiffs- und Taucherarzt am Schifffahrtsmedizinischen Institut der Marine in Kiel (Flottillenarzt d. R.) studierte er Rechtswissenschaften von 1988 bis 1990 in Regensburg und München, wo er 1992 als Rechtsreferendar eine juristische Promotion bei Horst Schüler-Springorum fertigte. 1994 ließ er sich als Rechtsanwalt in München nieder und gründete 1997 in Berlin zusammen mit Thomas Bohle die Rechtsanwaltskanzlei D+B, die als eine der führenden deutschen Kanzleien im Medizinrecht gilt. Im Jahr 1999 habilitierte er sich an der Humboldt-Universität zu Berlin. 2018 gründete er die Kanzlei Dierks+Company.

## Mitgliedschaften/Funktionen
Dierks ist seit dem Jahr 1990 Mitglied der Deutschen Gesellschaft für Medizinrecht, deren Präsident er von 2000 bis 2008 war, und Mitglied der American Society of Law, Medicine & Ethics. 1992 gründete er die Deutsch-Südafrikanische Juristenvereinigung, deren Vorsitzender er bis 1998 war. In der Arbeitsgemeinschaft für Endoprothetik ist Dierks außerordentliches Mitglied. Seit 2002 ist er Mitglied des Kuratoriums der Kaiserin-Friedrich-Stiftung. Im Jahre 2003 wurde er in die Arbeitsgruppe zur Einführung der elektronischen Gesundheitskarte beim Bundesministerium für Gesundheit und Soziale Sicherheit berufen. Seit 2004 ist er Mitglied der Berliner Wissenschaftlichen Gesellschaft und der International Society for Telemedicine and eHealth ISfTeH, sowie seit 2010 Mitglied im Landeskuratorium Berlin/Brandenburg des Deutschen Stifterverbandes. Im Jahre 1999 wurde er mit dem Deutschen Pharmarechtpreis des pmi-Verlags ausgezeichnet. Bis zum Jahre 2002 war er Vorsitzender des Aufsichtsrats der Antwerpes AG (heute DocCheck AG). Der Deutsche Arztrechtpreis wurde ihm 2007 verliehen.

## Inhalte
Im Schnittpunkt zwischen Medizin und Recht setzt sich Dierks für eine wettbewerbliche Neuausrichtung des Gesundheitswesens ein, in der insbesondere eine Konzeption für gezieltes Innovationsmanagement und -integration zur Realisierung von Rationalisierungsreserven und patientengestützen Nachfrageentscheidungen beiträgt. Einer seiner Schwerpunkte ist dabei die Integration der Informations- und Kommunikationstechnologie in die Versorgung. In den Gremien Forum Info 2000, dem Aktionsforum Telematik im Gesundheitswesen sowie in der Working Group Legal Aspects der European Health Telematics Association EHTEL hat er sich für die Weiterentwicklung der rechtlichen Rahmenbedingungen für eine anwenderfreundliche Gesundheitstelematik, im Rahmen seiner Gutachtertätigkeit auch gegen Überregulierung im Bereich der Arzneimittelversorgung eingesetzt. Mit den Gesundheitsökonomen Stefan Felder und Jürgen Wasem hat er das Konzept der Mezzaninen Märkte entwickelt.

## Veröffentlichungen
- Schweigepflicht und Datenschutz in Gesundheitswesen und medizinischer Forschung. Florentz-Verlag, München 1993
- Mit T. Graf-Baumann, H.-G. Lenardt (Hrsg.): Therapieverweigerung bei Kindern und Jugendlichen. Springer Verlag, Heidelberg 1995
- Arzneitherapie und Recht – Verordnung, Haftung und Regreß. Thieme Verlag, Stuttgart 1996
- Mit Adolf Laufs, A. Wienke, T. Graf-Baumann, Günter Hirsch (Hrsg.): Die Entwicklung der Arzthaftung. Springer-Verlag, Heidelberg 1996
- Mit P. Neuhaus, A. Wienke (Hrsg.): Die Allokation von Spenderorganen. Springer Verlag, Heidelberg 1999
- Mit H. Feussner, A. Wienke (Hrsg.): Rechtsfragen der Telemedizin. Springer Verlag, Heidelberg 2001
- Innovationen in der Therapie der Schizophrenie. Schattauer GmbH, Stuttgart 2001
- Mit A. Wienke, W. Eberbach, J. Schmidtke, H.-D. Lippert (Hrsg.): Genetische Untersuchungen und Persönlichkeitsrecht. Springer Verlag, Heidelberg 2003
- Mit Gerd Glaeske (Hrsg.): Off-Label-Use – Weichenstellung nach dem BSG-Urteil 2002. Dr. C. Wolf & Sohn, München 2003
- Mit G. Nitz, U. Grau: Gesundheitstelematik und Recht – Rechtliche Rahmenbedingungen und legislativer Anpassungsbedarf (= Frankfurter Schriften. Band 2, hrsg. von C. Faller und T. Schlegel). MedizinRecht.de Verlag, Frankfurt am Main 2003
- Mit A. Wienke, Wolfgang Eisenmenger (Hrsg.): Rechtsfragen der Präimplantationsdiagnostik. Springer Verlag, Heidelberg 2006
- Mit W. Niederlag, O. Rienhoff, H.U.Lemke (Hrsg.): Rechtliche Aspekte der Telemedizin. Health Academy, Dresden 2006
- Mit S. Bales, J. Holland, J.-H. Müller, C. F. Müller (Hrsg.): Die elektronische Gesundheitskarte. Rechtskommentar, Standpunkte und Erläuterungen für die Praxis. MedizinRecht.de, 2007
- Mit U. Grau, G. Nitz und A. Mehlitz: IQWiG und Industrie – Rechtliche Fragen zum Institut für Qualität und Wirtschaftlichkeit im Gesundheitswesen. Springer, 2008
- Mit S. Felder und Jürgen Wasem: Mezzanine Märkte in der Gesetzlichen Krankenversicherung. Nomos, 2010